# Saison 1 de NCIS : Los Angeles
Chronologie
Saison 2
Cet article présente le guide des épisodes de la première saison de la série télévisée NCIS : Los Angeles.

## Généralités
Le 7 octobre 2009, à la suite des bonnes audiences des trois premiers épisodes, CBS a commandé une saison complète, puis un mois plus tard, obtient 24 épisodes.

## Distribution

### Acteurs principaux
- Chris O'Donnell : Agent Spécial G. Callen
- LL Cool J : Agent Spécial Sam Hanna
- Daniela Ruah : Agent Spécial Kensi Blye
- Peter Cambor : Docteur Nate Getz
- Barrett Foa : Eric Beale (récurrent épisodes 1 à 13, puis principal)
- Linda Hunt : Henrietta « Hetty » Lange
- Adam Jamal Craig : Dominic Vail (épisodes 1 à 13, invité épisode 21)

### Acteurs récurrents et invités
- Rocky Carroll : Directeur Leon Vance[3] (épisodes 1, 4, 5, 7 à 9 et 22)
- Kathleen Rose Perkins : Rose Schwartz, médecin légiste (épisodes 2, 3 et 11)
- Pauley Perrette : Abigail Sciuto (épisodes 5 et 9)
- Vyto Ruginis : Arkady Kolcheck (épisodes 7)
- Brian Avers : Agent Spécial Mike Renko (épisodes 8, 15 et 23)
- Ronald Auguste : Mowahd « Moe » Dusa (épisodes 11, 21 et 22)
- Eric Christian Olsen : Lieutenant Marty Deeks (épisodes 19 et 20)
- David Dayan Fisher : Trent Kort, agent de la CIA (épisode 24)

## Épisodes

### Épisode 1:Identité
- États-Unis /  Canada : 22 septembre 2009 sur CBS / Global
- Suisse : 25 février 2010 sur TSR1
- France : 12 mars 2010 sur M6
- Québec : 2 septembre 2010 sur V
- Belgique : 12 janvier 2011 sur RTL-TVI

- États-Unis : 18,75 millions de téléspectateurs[4]
- Canada : 1,701 million de téléspectateurs[5]
- France : 3,8 millions de téléspectateurs
- Québec : moins que 468 000 téléspectateurs[6]

- Rocky Carroll (Leon Vance)
- Clare Carey (Helen McGuire)
- Mathew St. Patrick (Bobby J. Jenlow)
- Alex Fernandez (Luis Perez)
- Ariel Gade (Emma Perez)
- Daniel Edward Mora (Emilio)

### Épisode 2:La seule journée facile, c'était hier
- États-Unis /  Canada : 29 septembre 2009 sur CBS / Global
- Suisse : 4 mars 2010 sur TSR1
- France : 12 mars 2010 sur M6
- Québec : 9 septembre 2010 sur V
- Belgique : 12 janvier 2011 sur RTL-TVI

- États-Unis : 17,4 millions de téléspectateurs[7]
- Canada : 1,927 million de téléspectateurs[8]
- France : 3,7 millions de téléspectateurs

- Rodney Rowland (Douglas Grozen, détective du LAPD)
- Brian Gross (Morris Raspen, Navy SEAL)
- Seidy Lopez (Gail Ramirez, Navy SEAL)
- Whitney Anderson (Serveuse)
- Kinga Philipps (Heather)
- Barry Levy (Sheriff)
- Matt Battaglia (Kurt Holgate)
- Kathleen Rose Perkins (Rose)
- Albert Garcia (Mekowitz, détective du LAPD)

### Épisode 3:La Guerre des drônes
- États-Unis /  Canada : 6 octobre 2009 sur CBS / Global
- Suisse : 11 mars 2010 sur TSR1
- France : 19 mars 2010 sur M6
- Québec : 16 septembre 2010 sur V
- Belgique : 19 janvier 2011 sur RTL-TVI

- États-Unis : 16,31 millions de téléspectateurs[9]
- Canada : 1,926 million de téléspectateurs[10]
- France : 3,2 millions de téléspectateurs

- Rod Rowland (Douglas Grozen, détective du LAPD)
- Brian Gross (Morris Raspen, Navy SEAL)
- Seidy Lopez (Gail Ramirez, Navy SEAL)
- Whitney Anderson (Serveuse)
- Kinga Philipps (Heather)
- Barry Levy (Sheriff)
- Matt Battaglia (Kurt Holgate)
- Kathleen Rose Perkins (Rose)
- Albert Garcia (Mekowitz, détective du LAPD)

### Épisode 4:La Tête du serpent
- États-Unis /  Canada : 13 octobre 2009 sur CBS / Global
- Suisse : 18 mars 2010 sur TSR1
- France : 26 mars 2010 sur M6
- Québec : 23 septembre 2010 sur V
- Belgique : 19 janvier 2011 sur RTL-TVI

- États-Unis : 15,38 millions de téléspectateurs[11]
- Canada : 1,857 million de téléspectateurs[12]
- France : 3,6 millions de téléspectateurs

- Rocky Carroll (Leon Vance, directeur du NCIS)
- Chris Tardio (Walton Flynn)
- Jeanette Brox (Cherise Dawson)
- Jonathan Adams (Peter Caldwell)
- Rob Evors (Jim Rivers)
- Jay Malone (Adriano Carlson)
- Fay Wolf (Delores)
- Isaiah Mustafa (Brent Duffy)

### Épisode 5:Meilleure Ennemie
- États-Unis /  Canada : 20 octobre 2009 sur CBS / Global
- Suisse : 25 mars 2010 sur TSR1
- France : 26 mars 2010 sur M6
- Québec : 30 septembre 2010 sur V
- Belgique : sur RTL-TVI

- États-Unis : 16,48 millions de téléspectateurs[13]
- Canada : 1,887 million de téléspectateurs[14]
- France : 3,5 millions de téléspectateurs

- Rocky Carroll (Leon Vance, directeur du NCIS)
- Pauley Perrette (Abigail "Abby" Sciuto)
- Kelly Hu (Lee Wuan Kai)
- Kelvin Yu (Jimmy Su)
- Kathleen Munroe (Aimee Su)
- Michael Ornstein (Frank Davis)

### Épisode 6:L'Appât du gain / Pour quelques dollars de plus
- États-Unis /  Canada : 3 novembre 2009 sur CBS / Global
- Suisse : 25 mars 2010 sur TSR1
- France : 2 avril 2010 sur M6
- Québec : 7 octobre 2010 sur V

- États-Unis : 15,29 millions de téléspectateurs[15]
- Canada : 1,788 million de téléspectateurs[16]
- France : 3,54 millions de téléspectateurs

- Monet Mazur (Natalie Giordano, agent du Secret Service)
- Gregory Scott Cummins (Rick Pargo)
- Mark Rolston (Jerrold "Pallet" Mulhearn, sergent marine)
- Brandon Scott (Alex Walder, caporal suppléant marine)
- Tyler Jacob Moore (Brandon Valdivia, caporal suppléant marine)
- Rachael Carpani (Amy)
- Burnadean Jones (Denise)
- Nicolas Pajon (Eddie)

### Épisode 7:Personnel et Confidentiel / Les fantômes du passé
- États-Unis /  Canada : 10 novembre 2009 sur CBS / Global
- Suisse : 1er avril 2010 sur TSR1
- France : 2 avril 2010 sur M6
- Québec : 14 octobre 2010 sur V

- États-Unis : 16,23 millions de téléspectateurs[17]
- Canada : 2,141 millions de téléspectateurs[18]
- France : 4,01 millions de téléspectateurs

- Rocky Carroll (Leon Vance, directeur du NCIS)
- Vyto Ruginis (Arkady Kolcheck)
- Charles Esten (John Cole/Ethan Stanhope)
- Gregory Sims (Max Tyrus)
- Andrew Rothenberg (Teddy Morgan)
- Andre M. Johnson (Tanner)
- Dylan Kenin (Jax)
- Kyle Michael Dietz (Jeune Callen)
- Liisa Evastina (Hannil Rostoff)

### Épisode 8:Subterfuge / Camp retranché
- États-Unis /  Canada : 17 novembre 2009 sur CBS / Global
- Suisse : 1er avril 2010 sur TSR1
- France : 9 avril 2010 sur M6
- Québec : 21 octobre 2010 sur V

- États-Unis : 14,87 millions de téléspectateurs[19]
- Canada : 1,89 million de téléspectateurs[20]
- France : 3,6 millions de téléspectateurs

- Rocky Carroll (Leon Vance, directeur du NCIS)
- Brian Avers (Mike Renko, agent spécial)
- Michael Reilly Burke (Malcolm Tallridge)
- Brian Letscher (Scott Reilly, caporal suppléant marine)
- Owen Beckman (Jay)
- Steven M. Gagnon (Secrétaire de l'Air Force)
- Jennifer Chang (Rédactrice)
- Cory Tucker (Policier du capitol)
- Jeronimo Spinx (Thompson)
- Richard Brake (John Bordinay)

### Épisode 9:Le Fantôme / Hasard et répétitions
- États-Unis /  Canada : 24 novembre 2009 sur CBS / Global
- Suisse : 8 avril 2010 sur TSR1
- France : 16 avril 2010 sur M6
- Québec : 28 octobre 2010 sur V

- États-Unis : 17,22 millions de téléspectateurs[21]
- Canada : 1,929 million de téléspectateurs[22]
- France : 4,2 millions de téléspectateurs

- Rocky Carroll (Leon Vance, directeur du NCIS)
- Pauley Perrette (Abby Sciuto)
- Kris Lemche (Tom Smith)
- Sean Wing (Ted Brock)
- Tanya Clarke (Magda McEllon)
- Dawn Stern (Gretchen Jenkins)
- Adrian Latourelle (Frank McEllon, officier premier maître de la Navy)
- Kinga Philipps (Barback Steampunk)
- Matt Lasky (Barman Steampunk)
- Taja V Simpson (Receptionniste)

### Épisode 10:Absolution / L'enfer du terrain
- Canada : 14 décembre 2009 sur Global[Note 1]
- États-Unis : 15 décembre 2009 sur CBS
- Suisse : 8 avril 2010 sur TSR1
- France : 23 avril 2010 sur M6
- Québec : 4 novembre 2010 sur V

- États-Unis : 17,5 millions de téléspectateurs[23]
- Canada : 917 000 téléspectateurs[24]
- France : 3,4 millions de téléspectateurs

- Rich McDonald (Stanton Olin)
- John Siciliano (Hastings King)
- Assaf Cohen (Tariq Barad Al-jabiri)
- Caitlin Keats (Kim Johnson)
- Patrick Pankhurst (Monsieur Ross)
- Ray Stoney (Paul)
- Nikki Hahn (Elly Johnson)

### Épisode 11:Sexe, Mensonges et Vidéo / Jeux dangereux
- États-Unis /  Canada : 5 janvier 2010 sur CBS / Global
- Suisse : 15 avril 2010 sur TSR1
- France : 30 avril 2010 sur M6
- Québec : 11 novembre 2010 sur V

- États-Unis : 18,07 millions de téléspectateurs[25]
- Canada : 1,582 million de téléspectateurs[26]
- France : 3,6 millions de téléspectateurs

- Kathleen Rose Perkins (Rose)
- Henri Lubatti (Safar Jaddalah)
- Jana Kolesárová (Katya Vitkoya)
- JR Bourne (Dallas)
- Ronald Auguste (Mowahd 'Moe' Dusa)
- Josh Kelly (Mostel Renney, officier premier maître de la Navy)
- Jason Hastings (Derrick Dolenz, officier premier maître de la Navy)
- Bambadjan Bamba (Deng Oyat)
- Tony Tambi (Yassan)

### Épisode 12:L'Honneur des voleurs / Les fantômes du passé
- États-Unis /  Canada : 12 janvier 2010 sur CBS / Global
- Suisse : 15 avril 2010 sur TSR1
- France : 7 mai 2010 sur M6
- Québec : 18 novembre 2010 sur V

- États-Unis : 15,6 millions de téléspectateurs[27]
- Canada : 1,399 million de téléspectateurs[28]
- France : 3,6 millions de téléspectateurs

- Jeffrey Pierce (Neil Corby, commandant de la Navy)
- Audrey Marie Anderson (Kristin Donnelly)
- Kenneth Johnson (Tommy Boyd)
- David Monahan (Jon Donnelly)
- Michael Irby (Montrell Perez)
- Aaron Norvell (Garde)
- Charlie O'Donnell (Michael Donnelly)
- Robert Alonzo (Joey Gale)

### Épisode 13:Porté disparu
- États-Unis /  Canada : 26 janvier 2010 sur CBS / Global
- Suisse : 22 avril 2010 sur TSR1
- France : 14 mai 2010 sur M6
- Québec : 25 novembre 2010 sur V

- États-Unis : 16,94 millions de téléspectateurs[29]
- Canada : 1,73 million de téléspectateurs[30]
- France : 4,2 millions de téléspectateurs

- Onahoua Rodriguez (Claudia Taro)
- Maurice Compte (Rafael Taro)
- Parry Shen (Ty)
- Gonzalo Menendez (Jose Taro)
- Matthew Grant Godbey (Détective du LAPD)

### Épisode 14:DL 50
- États-Unis /  Canada : 2 février 2010 sur CBS / Global
- Suisse : 29 avril 2010 sur TSR1
- France : 21 mai 2010 sur M6
- Québec : 2 décembre 2010 sur V

- États-Unis : 16,42 millions de téléspectateurs[31]
- Canada : 1,77 million de téléspectateurs[32]
- France : 3,85 millions de téléspectateurs

- Julianna McCarthy (Esther Balmore)
- Andrew Connolly (Jacobus Troyger)
- JR Bourne (Dallas)
- Dameon Clarke (Gage Jenson)
- Burt Bulos (Simon Amputuan)
- Bru Muller (L'homme blond)
- Vachik Mangassarian (Sadiki Hassan)

### Épisode 15:Les Braqueurs / Braquage à la californienne
- États-Unis /  Canada : 9 février 2010 sur CBS / Global
- Suisse : 6 mai 2010 sur TSR1
- France : 28 mai 2010 sur M6
- Québec : 9 décembre 2010 sur V

- États-Unis : 17,91 millions de téléspectateurs[33]
- Canada : 1,937 million de téléspectateurs[34]
- France : 3,45 millions de téléspectateurs

- Brian Avers (Mike Renko, agent spécial)
- Devon Sawa (Matt Bernhart, détective du LAPD)
- Brian Goodman (Damien Salerno)
- Mac Brandt (Mick Benelli)
- Scott Alan Smith (Connor Lavery)
- Ian Harding (Curtis Lacross)

### Épisode 16:La Filière chinoise
- États-Unis /  Canada : 2 mars 2010 sur CBS / Global
- Suisse : 13 mai 2010 sur TSR1
- France : 4 juin 2010 sur M6
- Québec : 15 septembre 2011 sur V

- États-Unis : 14,84 millions de téléspectateurs[35]
- Canada : 1,783 million de téléspectateurs[36]
- France : 3,62 millions de téléspectateurs

- Tzi Ma (Jun Lee)
- Elizabeth Sung (Ming Lee)
- Angela Oh (Jane Lee/Lipsger)
- James Harvey Ward (Vic Stearnard, lieutenant de la Navy)
- Elaine Kao (Xue-Li)
- Fernando Chien (Bobby Tang)
- Rachel Sterling (L'allumeuse)
- Lindsay Taylor (La mariée)
- Katerina Mikailenko (La fille à la vidéo)

### Épisode 17:À toute vitesse / Pied au plancher
- États-Unis /  Canada : 9 mars 2010 sur CBS / Global
- Suisse : 10 juin 2010 sur TSR1
- France : 18 juin 2010 sur M6
- Québec : 22 septembre 2011 sur V

- États-Unis : 16,99 millions de téléspectateurs[37]
- Canada : 1,832 million de téléspectateurs[38]
- France : 3,3 millions de téléspectateurs

- Dichen Lachman (Allison Pritchett/Allysia Takada)
- Scout Taylor-Compton (Angela Rush)
- Jake McLaughlin (Keith Rush)
- David Andriole (Garrison Timmons, commandant de la Navy)
- Walter Pérez (Omar Alvares)
- Lew Temple (Monsieur Loobertz)
- Helena Mattsson (Johanna)

### Épisode 18:Frères de Sang / La loi de la rue
- États-Unis /  Canada : 16 mars 2010 sur CBS / Global
- Suisse : 17 juin 2010 sur TSR1
- France : 25 juin 2010 sur M6
- Québec : 29 septembre 2011 sur V

- États-Unis : 15,1 millions de téléspectateurs[39]
- Canada : 2,053 millions de téléspectateurs[40]
- France : 2,63 millions de téléspectateurs

- Kirk "Sticky Fingaz" Jones (Rashad "Slide" Hollander)
- Paul James (James "Junior" Dobbs)
- John Lafayette (Monsieur Dobbs)
- VJ Foster (Ronnie Miller)
- George Sharperson (Tiny)
- Noel Arthur (JJ)
- Aaron Toney (Marionnettiste)

### Épisode 19:La Manière forte / Dans l'arène
- États-Unis /  Canada : 6 avril 2010 sur CBS / Global
- Suisse : 24 juin 2010 sur TSR1
- France : 2 juillet 2010 sur M6
- Québec : 6 octobre 2011 sur V

- États-Unis : 13,79 millions de téléspectateurs[41]
- Canada : 1,741 million de téléspectateurs[42]
- France : 2,27 millions de téléspectateurs

- Eric Christian Olsen (Jason Wyler/Marty Deeks)
- Matt Gerald (Victor Janklow)
- Graham Hamilton (Scott Davis)
- Dayo Ade (Nelson Shabazz)
- Sean Carrigan (Craig Mangold)
- Jonathan Kowalsky (Dale Johnson)
- Henry Barrial (Barry)
- Winston Story (Eddie Fisk)
- Marvin Jordan (Sheriff du LA County)
- Dominic Rambaran (policier)
- Big John McCarthy (Ref)
- Dan Henderson (lui-même)
- Frank Shamrock (lui-même)
- Gilbert Melendez (lui-même)
- Josh Thomson (lui-même)
- KJ Noons (lui-même)
- Cung Le (lui-même)

### Épisode 20:Tout ce qui brille... / Chute libre
- Canada : 26 avril 2010 sur Global[Note 2]
- États-Unis : 27 avril 2010 sur CBS
- Suisse : juillet 2010 sur TSR1
- France : 9 juillet 2010 sur M6
- Québec : 13 octobre 2011 sur V

- États-Unis : 15,62 millions de téléspectateurs[43]
- France : 2,8 millions de téléspectateurs

- Eric Christian Olsen (Marty Deeks)
- Bernard White (Ben Darva)
- Faran Tahir (Hassad Al-Jahiri)
- Cherilyn Wilson (Aubrey Darva)
- Brook Kerr (Sapphire)
- Nicholas Jandl (Jerry Tyre)
- Mandell Butler (Ron Ostrawski)
- Louie Leonardo (Chaz)
- Edward Finlay (Le dragueur)
- Tiffany Brouwer (La jet-setteuse saoule)
- Justice Jesse Smith (Videur)
- Jeremy Shranko (Brian Roth)

### Épisode 21:Il faut sauver Dom / Ultimatum
- Canada : 3 mai 2010 sur Global
- États-Unis : 4 mai 2010 sur CBS
- Suisse : sur TSR1
- France : 16 juillet 2010 sur M6
- Québec : 20 octobre 2011 sur V

- États-Unis : 14,34 millions de téléspectateurs[44]
- France : 2,4 millions de téléspectateurs

- Adam Jamal Craig (Dominic Vail, agent spécial du NCIS)
- Ronald Auguste (Mowahd "Moe" Dusa)
- Daniel Hugh Kelly (L'homme)
- Carlo Rota (Kalil Abramson)
- Ben Youcef (Yari)
- Abdoulaye N'Gom (Iza)
- Aliah Whitmore (Ameenah Shah)
- Mo Darwiche (Jihadiste)
- Tom Winter (Agent Nassir)
- Indira G. Wilson (La femme alitée)

### Épisode 22:La Traque
- Canada : 10 mai 2010 sur Global
- États-Unis : 11 mai 2010 sur CBS
- France : 23 juillet 2010 sur M6
- Québec : 27 octobre 2011 sur V

- États-Unis : 16,04 millions de téléspectateurs[45]
- France : 2,43 millions de téléspectateurs

- Rocky Carroll (Leon Vance, directeur du NCIS)
- Ronald Auguste (Mowahd "Moe" Dusa)
- Yancey Arias (Rick Medina, agent spécial du CID)
- April Parker-Jones (Susan Brosnan)
- Everton Lawrence (Ala A Din Keshwar)
- Mark Saul (Ethan)
- Brian Norris (Randy)
- Nondumiso Tembe (Linda Pierce)
- Taso Papadakis (Garde)
- Zadran Wali (Soldat)

### Épisode 23:Mis sur la touche / En plein cœur
- Canada : 17 mai 2010 sur Global
- États-Unis : 18 mai 2010 sur CBS
- France : 30 juillet 2010 sur M6
- Québec : 3 novembre 2011 sur V

- États-Unis : 15,32 millions de téléspectateurs[46]
- Canada : 1,037 million de téléspectateurs[47]
- France : 2,1 millions de téléspectateurs

- Brian Avers (Mike Renko, agent spécial)
- Peter Wingfield (Eugene Keelson)
- Steve Bacic (Ruman Marinov)
- Greg Alan Williams (Phil le vendeur)
- Benjamin Byron Davis (Serveur)
- Isa Jonay (Homme de la sécurité)
- Miranda Russo (Employée de magasin)
- Rachael Kahne (Jeune femme)

### Épisode 24:Callen, G. / Révélation
- Canada : 24 mai 2010 sur Global
- États-Unis : 25 mai 2010 sur CBS
- France : 6 août 2010 sur M6
- Québec : 10 novembre 2011 sur V

- États-Unis : 13,23 millions de téléspectateurs[48]
- Canada : 785 000 téléspectateurs[49]
- France : 2,2 millions de téléspectateurs

- David Dayan Fisher (Trent Kort)
- Jacqueline McKenzie (Amy Taylor)
- Eli Danker (Karim Akbari)
- Nancy Linehan Charles (Jessica Haymes)
- Charlie O'Donnell (Jeune Callen)
- Lily O'Donnell (Jeune Amy)

## Cotes d'écoute au Canada anglophone

### Portrait global
- La moyenne de cette saison est d'environ 1,83 million de téléspectateurs[Note 3].
- Pour le calcul de la moyenne, seulement les épisodes diffusés en substitution simultanée sont pris en compte pour avoir un portrait d'écoute le plus juste possible.
- Les données pour les vingtième, vingt-et-unième et vingt-deuxième épisodes ne sont pas disponibles.

### Données détaillées
| Numéro épisode | Titre original     | Diffuseur | Date de diffusion originale (2009-2010) | Heure         | Cotes d'écoute (en téléspectateurs) | Classement soirée | Classement semaine |
| -------------- | ------------------ | --------- | --------------------------------------- | ------------- | ----------------------------------- | ----------------- | ------------------ |
| 1              | Identity           | Global    | Mardi 22 septembre 2009                 | 21h00 HE / HP | 1 701 000                           | 2                 | 14                 |
| 2              | The Only Easy Day  | Global    | Mardi 29 septembre 2009                 | 21h00 HE / HP | 1 927 000                           | 3                 | 18                 |
| 3              | Predator           | Global    | Mardi 6 octobre 2009                    | 21h00 HE / HP | 1 926 000                           | 2                 | 14                 |
| 4              | Search and Destroy | Global    | Mardi 13 octobre 2009                   | 21h00 HE / HP | 1 857 000                           | 2                 | 15                 |
| 5              | Killshot           | Global    | Mardi 20 octobre 2009                   | 21h00 HE / HP | 1 887 000                           | 2                 | 13                 |
| 6              | Keeping It Real    | Global    | Mardi 3 novembre 2009                   | 21h00 HE / HP | 1 788 000                           | 4                 | 19                 |
| 7              | Pushback           | Global    | Mardi 10 novembre 2009                  | 21h00 HE / HP | 2 141 000                           | 2                 | 13                 |
| 8              | Ambush             | Global    | Mardi 17 novembre 2009                  | 21h00 HE / HP | 1 890 000                           | 2                 | 14                 |
| 9              | Random On Purpose  | Global    | Mardi 24 novembre 2009                  | 21h00 HE / HP | 1 929 000                           | 3                 | 13                 |
| 10             | Brimstone          | Global    | Lundi 14 décembre 2009                  | 22h00 HE / HP | 917 000                             | 12                | 29                 |
| 11             | Breach             | Global    | Mardi 5 janvier 2010                    | 21h00 HE / HP | 1 582 000                           | 5                 | 11                 |
| 12             | Past Lives         | Global    | Mardi 12 janvier 2010                   | 21h00 HE / HP | 1 399 000                           | 4                 | 20                 |
| 13             | Missing            | Global    | Mardi 26 janvier 2010                   | 21h00 HE / HP | 1 730 000                           | 3                 | 9                  |
| 14             | LD50               | Global    | Mardi 2 février 2010                    | 21h00 HE / HP | 1 770 000                           | 3                 | 16                 |
| 15             | The Bank Job       | Global    | Mardi 9 février 2010                    | 21h00 HE / HP | 1 937 000                           | 3                 | 18                 |
| 16             | Chinatown          | Global    | Mardi 2 mars 2010                       | 21h00 HE / HP | 1 783 000                           | 3                 | 17                 |
| 17             | Full Throttle      | Global    | Mardi 9 mars 2010                       | 21h00 HE / HP | 1 832 000                           | 3                 | 16                 |
| 18             | Blood Brothers     | Global    | Mardi 16 mars 2010                      | 21h00 HE / HP | 2 053 000                           | 3                 | 6                  |
| 19             | Hand-to-Hand       | Global    | Mardi 6 avril 2010                      | 21h00 HE / HP | 1 741 000                           | 3                 | 14                 |
| 20             | Fame               | Global    | Lundi 26 avril 2010                     | 22h00 HE / HP | N/D                                 | N/D               | N/D                |
| 21             | Found              | Global    | Lundi 3 mai 2010                        | 22h00 HE / HP | N/D                                 | N/D               | N/D                |
| 22             | Hunted             | Global    | Lundi 10 mai 2010                       | 22h00 HE / HP | N/D                                 | N/D               | N/D                |
| 23             | Burned             | Global    | Lundi 17 mai 2010                       | 22h00 HE / HP | 1 037 000                           | 10                | 30                 |
| 24             | Callen, G          | Global    | Lundi 24 mai 2010                       | 22h00 HE / HP | 785 000                             | 12                | 30                 |